# Юсуф Акчура
Юсуф Акчура (тат. Yosıf Aqçura; Йосыф Акчура, тур. Yusuf Akçura) (1876–1935) — татарський і турецький політичний діяч, журналіст, історик, один з засновників турецького націоналізму.
Народився в Симбірську у заможній родині. З дитинства не відзначився міцним здоров'ям. Після смерті батька мати відвезла Юсуфа до Османської імперії, клімат якої радили хлопчику лікарі. Закінчив школу і військове училище в Стамбулі. Акчуру зарахували на курси підготовки офіцерів Генштабу, разом з іншими молодими офіцерами створив підпільну організацію, опозиційну щодо режима «зулюм» і султана Абдул-Гаміда III. Організація була викрита, Акчура — засуджений до страти, проте її замінили на пожиттєве заслання до Триполітанії. В засланні працював вчителем, писарем. В 1899 році втік до Тунісу, а звідти перебрався до Парижа. На противагу тим «молодим туркам», які в еміграції сповідували «османський націоналізм», Акчура рішуче висловлювався на користь націоналізму турецького, навіть якщо це загрожувало імперії втратою нетурецьких територій.
В 1903 році перебрався до Російської імперії, оселився в Казані, де викладав історію в медресе «Мухаммадія». Став одним з організаторів і керівників ліберально-демократичної партії «Іттіфак аль-Муслимін», редактором часопису «Казан мухбіре» («Казанський вісник»). В 1904 написав і надрукував в єгипетському часописі «Турк» найвідомішу працю під назвою «Три політики», в якій закликав залишити в минулому багатонаціональну Османську імперію і зосередитись на національному турецькому будівництві і об'єднанні усіх тюрків. «Три політики» викликали справжній скандал, Акчуру звинуватили в радикалізмі і екстремізмі, проте згодом кількість прихильників його поглядів лише зростала.
В 1908 р., одразу після перемоги Молодотурецької революції повернувся до Османської імперії. Викладав с Стамбульському університеті політичну історію, видавав часопис «Türk yurdu» («Турецький дім»), друкувався і в татарській пресі — часописах «Шура» («Рада») і «Вакит» («Час»).
Гаряче підтримав Кемалістську революцію, яка взяла на озброєння ідеї Акчури, обирався депутатом меджлісу, був радником Мустафи Кемаля з питань культури і політики. Продовжував викладати як професор Стамбульського університету. В 1931 за ініціативою і під керівництвом Акчури було створене Турецьке історичне товариство, в 1932 він керував роботою першого Турецького історичного конгресу.
Помер у 1935 р., похований на цвинтарі Едірнекапи у Стамбулі.